# Júlio Baptista
Júlio César Pereira Baptista, född den 1 oktober 1981 i São Paulo, även kallad "Besten" är en brasiliansk fotbollsspelare. Han spelar i den amerikanska klubben Orlando City. Baptista kom till Arsenal i augusti 2006 på lån från Real Madrid. Den 14 augusti 2008 blev det officiellt att AS Roma värvade brasilianaren. 

## Malaga
Den 2 januari 2011 blev Julio Baptista klar för den spanska klubben Malaga. Övergångssumman var på 2,5 miljoner euro och kontraktet på 3,5 år.

## Landslagsspel
Gjorde landslagsdebut i maj 2001.

## Meriter

### Klubbnivå
- 2000 - Vinnare av São Paulo State Championship
- 2000 - Vinnare av São Paulo Cup
- 2001 - Vinnare av Rio - São Paulo Tournament
- 2002 - Vinnare av São Paulo State Super-championship

### Internationell nivå
- 2004 - Vinnare av Copa America
- 2005 - Vinnare av FIFA Confederations Cup
- 2007 - Vinnare av Copa America